# Enrico Di Giovanni
Enrico Di Giovanni, (également crédité comme Enrico di Giovanni), est un acteur franco-italien.

## Filmographie

### Acteur de télévision
- 2012 : Ainsi soient-ils (série télévisée) : Monseigneur Bergoglio
- 2010 : Interpol, épisode Le dernier cercle :  Gian Luigi Teodori
- 2010 : Engrenages, épisode 3.2 : Responsable Foyer
- 2009 : Claire Brunetti, épisode Piste noire : Dr Bukher (comme Enrico di Giovanni)
- 2008 : R.I.S Police scientifique, épisode Eaux profondes : Lozano
- 2006 : Versailles, le rêve d'un roi de Thierry Binisti : Mazarin
- 2006 : L'Affaire Pierre Chanal  de Patrick Poubel : Le rédacteur en chef
- 2005 : La Crim', épisode Camarade P 38 : Di Palma
- 2002 : Le Miroir d'Alice de Marc Rivière : Le violoniste italien
- 1999 : La Façon de le dire de Sébastien Grall : Vittorio
- 1984 : Les Amours des années 50, épisode Les cinq doigts de la main

### Acteur de cinéma
- 2012 : Pauline détective de Marc Fitoussi : Capitaine Fiorentino
- 2008 : 8th Wonderland de Nicolas Alberny et Jean Mach : Ami du père de Giovanni
- 2004 : Les rivières pourpres II - Les anges de l'apocalypse d’Olivier Dahan : L’Italien
- 2003 : Silver moumoute de Christophe Campos (court métrage) : Guido
- 2002 : Trois zéros de  Fabien Onteniente : Salvatore Graziano

## Doublage
- 2023 : L'Exorciste du Vatican : ? ( ? )